# Wason Rentería
Wason Libardo Rentería Cuesta (Quibdó, 4 luglio 1985) è un ex calciatore colombiano, attaccante.

## Carriera

### Club
Tra le sue squadre passate ci sono state il Patriotas de Boyacá e il Boyacá Chicó Fútbol Club, con cui ha fatto il suo debutto da professionista nel 2004.
Firmò per il Porto nella sessione di calciomercato del gennaio 2007 e sette mesi dopo fu mandato in prestito allo Strasburgo, con cui segnò 9 reti. Nel 2008 ritorna allo Sporting Braga, che lo acquisisce in prestito dal Porto.
Nel gennaio 2011 viene svincolato dal club portoghese e viene acquistato dall'Once Caldas, nel quale trascorre solo metà della stagione. Nel giugno 2011, si trasferisce in Messico al Cruz Azul. Pochi giorni dopo rescinde il contratto con la società messicana e torna in Brasile nel Caxias, la quale lo gira subito in prestito al Santos. Nel giugno 2012 si trasferisce in Colombia con i Millonarios. Il 23 ottobre 2012 segna il goal numero 5000 del club su calcio di rigore.

### Nazionale
Rentería ha fatto parte della Nazionale colombiana che ha partecipato al Campionato mondiale Under-20 2005 tenutosi nei Paesi Bassi.

## Palmarès

### Club

#### Competizioni nazionali
Campionato colombiano di seconda divisione: 1
Boyacá Chicó: 2003
 Campionato portoghese: 1 
Porto: 2006-2007
 Campionato paulista: 1 
Santos: 2012
Campionato colombiano: 1 
Millonarios: 2012 (C)
Campionato argentino: 1 
Racing Club: 2014

#### Competizioni internazionali
Coppa Libertadores: 1 
Internacional: 2006
 Coppa del mondo per club: 1 
Internaciona: 2006

### Nazionale
Campionato sudamericano Under-20: 1 
Colombia 2005